# Elezioni politiche a San Marino del 2012
Le elezioni politiche a San Marino del 2012 (XXVIII legislatura) si sono tenute l'11 novembre.
Sono elettori i cittadini sammarinesi maggiori di 18 anni.

## Sistema elettorale
Erano elettori tutti i cittadini sammarinesi che avessero compiuto i 18 anni.

## Risultati
| Partito Democratico Cristiano Sammarinese - Noi Sammarinesi | 5 830  | 29,47 | 21 |  |  |  |
| Partito dei Socialisti e dei Democratici                    | 2 833  | 14,32 | 10 |  |  |  |
| Alleanza Popolare                                           | 1 319  | 6,67  | 4  |  |  |  |
| Voti alla sola coalizione                                   | 49     | 0,25  | –  |  |  |  |
| Totale San Marino Bene Comune                               | 10 031 | 50,71 | 35 |  |  |  |
| Partito Socialista                                          | 2 394  | 12,10 | 7  |  |  |  |
| Unione per la Repubblica                                    | 1 651  | 8,35  | 5  |  |  |  |
| Moderati Sammarinesi                                        | 340    | 1,72  | –  |  |  |  |
| Voti alla sola coalizione                                   | 23     | 0,12  | –  |  |  |  |
| Totale Intesa per il Paese                                  | 4 408  | 22,28 | 12 |  |  |  |
| Sinistra Unita                                              | 1 808  | 9,14  | 5  |  |  |  |
| Civico10                                                    | 1 324  | 6,69  | 4  |  |  |  |
| Voti alla sola coalizione                                   | 48     | 0,24  | –  |  |  |  |
| Totale Cittadinanza Attiva                                  | 3 180  | 16,08 | 9  |  |  |  |
| Movimento Civico R.E.T.E.                                   | 1 243  | 6,28  | 4  |  |  |  |
| Per San Marino                                              | 556    | 2,81  | –  |  |  |  |
| San Marino 30                                               | 364    | 1,84  | –  |  |  |  |
| Totale                                                      | 19 782 | 100   | 60 |  |  |  |
|                                                             |        |       |    |  |  |  |
| Voti non validi                                             | 1 356  | 6,41  |    |  |  |  |
| Votanti                                                     | 21 138 | 63,85 |    |  |  |  |
| Elettori                                                    | 33 106 |       |    |  |  |  |

## Consiglieri eletti
| Coalizione | Coalizione                                    | Partiti | Partiti                                                                                              | Partiti                                                                     | Partiti                                                                     | Partiti |
| --- | --------------------------------------------- | --- | --- | --------------------------------------------------------------------------- | --------------------------------------------------------------------------- | ------- |
| | Coalizione San Marino Bene Comune (seggi: 35) | PDCS - NS (seggi: 21) | PSD (seggi: 10)                                                                                      | Alleanza Popolare (seggi: 4)                                                |                                                                             |         |
| - Francesco Mussoni - Gian Carlo Venturini - Maria Luisa Berti - S.E. Teodoro Lonfernini - Marco Arzilli - Pasquale Valentini - Fabio Berardi - Filippo Tamagninini - Marco Gatti - Italo Righi - Manuel Ciavatta - Lorella Stefanelli - Gian Nicola Berti - Massimo Cenci - Oscar Mina - Francesco Giovanni Ugolini - Denis Amici - Luigi Mazza - Annamaria Muccioli - Roberto Venturini - Stefano Canti | Coalizione San Marino Bene Comune (seggi: 35) | - S.E. Denise Bronzetti - Iro Belluzzi - Guerrino Zanotti - Giuseppe Maria Morganti - Claudio Felici - Marino Riccardi - Gerardo Giovagnoli - Giancarlo Capicchioni - Francesco Morganti - Andrea Belluzzi | - Antonella Mularoni - Mario Lazzaro Venturini - Matteo Fiorini - Valeria Ciavatta                   |                                                                             |                                                                             |         |
| | Coalizione Intesa per il Paese (seggi: 12)    | PS (seggi: 7) | Unione per la Repubblica (seggi: 5)                                                                  | Unione per la Repubblica (seggi: 5)                                         |                                                                             |         |
| - Simone Celli - Paride Andreoli - Paolo Crescentini - Rossano Fabbri - Alessandro Mancini - Federico Pedini Amati - Alessandro De Biagi | Coalizione Intesa per il Paese (seggi: 12)    | - Giovanni Lonfernini - Pier Marino Mularoni - Marco Podeschi - William Giardi - Gian Marco Marcucci | - Giovanni Lonfernini - Pier Marino Mularoni - Marco Podeschi - William Giardi - Gian Marco Marcucci |                                                                             |                                                                             |         |
| | Coalizione Cittadinanza Attiva (seggi: 9)     | SU (seggi: 5) | Civico10 (seggi: 4)                                                                                  | Civico10 (seggi: 4)                                                         |                                                                             |         |
| - Alessandro Rossi - Francesca Michelotti - Ivan Foschi - Augusto Michelotti - Tony Margiotta | Coalizione Cittadinanza Attiva (seggi: 9)     | - Andrea Zafferani - Franco Santi - Mimma Zavoli - Luca Santolini | - Andrea Zafferani - Franco Santi - Mimma Zavoli - Luca Santolini                                    |                                                                             |                                                                             |         |
| | Movimento Civico R.E.T.E. (seggi: 4)          | - Gian Matteo Zeppa - Roberto Ciavatta - Elena Tonnini - Gloria Arcangeloni | - Gian Matteo Zeppa - Roberto Ciavatta - Elena Tonnini - Gloria Arcangeloni                          | - Gian Matteo Zeppa - Roberto Ciavatta - Elena Tonnini - Gloria Arcangeloni | - Gian Matteo Zeppa - Roberto Ciavatta - Elena Tonnini - Gloria Arcangeloni |         |